# Hans Fährmann
Hans Fährmann (Lommatzsch, Saxònia, 17 de desembre de 1860 - Dresden, 26 de juny de 1940) fou un compositor i organista alemany.
Era fill d'un mestre de l'escola local i mestre cantor. De molt petit rebé lliçons del seu pare el qual era molt estricte. Als 12 anys començà les lliçons d'orgue, i es demanà per fer de suplent en tocar l'orgue en els serveis religiosos.
Als 14 anys, (1874), en què aprovà l'examen d'ingrés a l'Escola de Formació Docent a Friedrichstadt, a Dresden, amb èxit. La seva interpretació de la Sonata per a piano en fa menor núm. 1 de Beethoven causà sensació. Estudià allí fins al 1880. Treballà com assistent d'un professor a Pieschen fins al 1882, i com a resultat de llurs habilitats, l'eximiren d'un any d'estudis.
A partir de 1882, es dedica plenament a la música, i fins al 1890, estudià en privat amb mestres de la seva pròpia elecció. Estudià amb Hermann i Nicodé.
El 1890 entrà com a organista i cantor de l'església de Sant Joan de Dresden, i professor del Conservatori de la mateixa ciutat a partir del 1892.
És autor de dos oratoris Heimkehr i Auf Bethlehem Floren, i de diverses sonates per a orgue, concerts, lieder, i d'una simfonia titulada Bach.
En total compongué unes 90 obres la majoria de les quals foren publicades per l'editorial Otto Junne de Leipzig. Durant el bombardeig de la ciutat de Leipzig (el 4 de desembre de 1943), no solament van morir l'editor i tota llur família, sinó que les plaques de Fährmann també resultaren completament destruïdes. A més dels trastorns generals en tota la societat després del 1945 i l'atmosfera antiromàntica vers la música d'església, aquesta circumstància pot haver contribuït en el fet que Fährmann i la seva obra hagin pràcticament desaparegut.
Fährmann està enterrat al cementiri Johannis de Tolkewitz, a Dresden.